# قشلاق فرج حاج أورج (مقاطعة بيله سوار)
قشلاق فرج حاج أورج (بالفارسية: قشلاق فرج حاج اورج) هي مستوطنة تقع في إيران في قسم قشلاق الجنوبي الريفي. يقدر عدد سكانها بـ 43 نسمة .